# Крамлинг, Дан
Дан Крамлинг (швед. Dan Cramling; род. 5 февраля 1959, Стокгольм) — шведский шахматист, международный мастер (1982).
Чемпион Швеции по шахматам (1981), бронзовый призёр (1979).
Выступления в личных соревнованиях:
- 16-й чемпионат мира среди юниоров (1977) в г. Инсбруке (19-е место, 48 участников).
- 8-й чемпионат Европы среди юниоров[англ.] (1978/1979) в г. Гронингене (18-е место, 28 участников).

Выступления в составе национальной сборной:
- 3-й командный чемпионат мира среди участников до 26 лет (1981) в г. Граце.
- 2-я Телешахолимпиада (1981/1982). Команда Швеции дошла до полуфинала.
- 11-й Кубок северных стран[нем.] (1987) в г. Слупске. Команда Швеции заняла 3-е место.

В составе команды «Викинг» (г. Стокгольм) участник 2-х Кубков европейских клубов (2010, 2012).
Старший брат гроссмейстера Пии Крамлинг.

## Изменения рейтинга
| Графики недоступны из-за технических проблем. См. информацию на Фабрикаторе и на mediawiki.org. |